# Orkneyeilanden

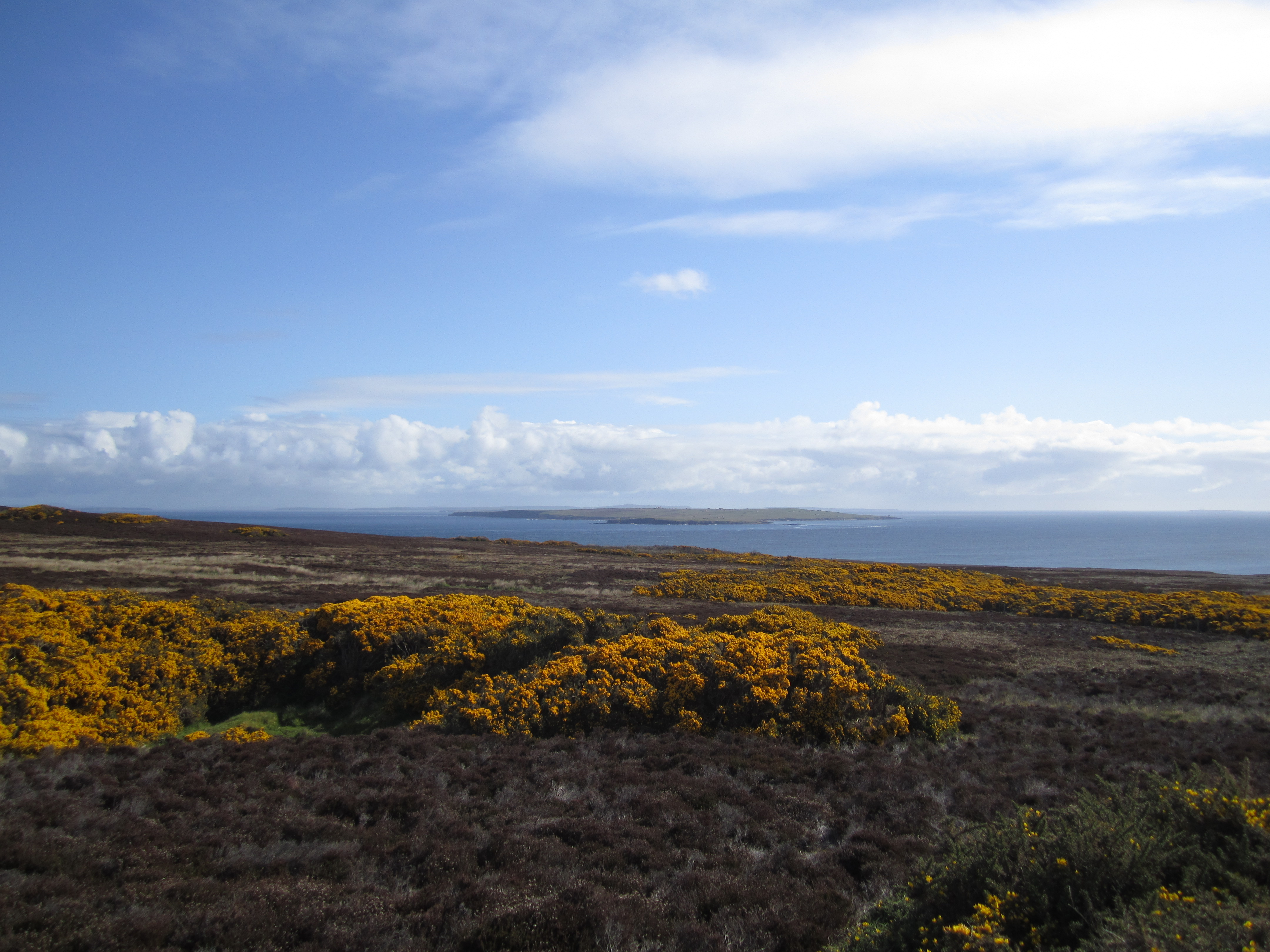
Orkneyeilanden op de achtergrond

De Orkneyeilanden, of Orkaden, (Schots-Gaelisch: Àrcaibh, Engels en Schots: Orkney of Orkney Islands) vormen een groep van ongeveer 200 kleine eilanden in Noord-Schotland. De eilanden liggen ongeveer 16 km uit de kust, ten noorden van Caithness. De Orkneyeilanden vormen een van de raadsgebieden (council areas) en lieutenancy areas van Schotland. Het grootste eiland staat bekend als Mainland. In totaal zijn ongeveer 20 van de eilanden bewoond. Mainland (Stromness) is bereikbaar met een veerboot van NorthLink Ferries vanaf Scrabster in Schotland. De hoofdplaats is Kirkwall en het raadsgebied heeft 22.190 inwoners (2017).

## Eilanden
De belangrijkste eilanden zijn:
- Mainland, dit eiland is verbonden met:
  - South Ronaldsay
  - Burray
- Hoy (de hoogste)
- Flotta (met een groot olieverwerkingsbedrijf)
- Eday
- Egilsay
- North Ronaldsay
- Rousay
- Westray
- Papa Westray
- Sanday
- Stronsay
- Papa Stronsay
- Shapinsay
- Wyre

## Plaatsen
Orkneys bestuurlijke hoofdstad Kirkwall ligt op Mainland en is een klein havenstadje met ongeveer 7000 inwoners. Ook staat hier de Saint Magnus Cathedral. De enige andere grote plaats is Stromness in het westen van Mainland, met een inwonertal van ongeveer 2000. De derde grote plaats is St Margaret's Hope, op South Ronaldsay.
De bewoners benadrukken graag hun betrekkelijke zelfstandigheid door niet te spreken van de Orkneyeilanden, maar van Orkney.

## Geschiedenis

### Prehistorie
De eerste mensen vestigden zich op Orkney in het vierde millennium voor Christus. Het Neolithische Hart van Orkney, bestaande uit Skara Brae, de Stones of Stenness, de Ring of Brodgar en de Ness of Brodgar en de tombe Maes Howe, is een werelderfgoed dat een goed overzicht geeft van de steentijd. Tevens zijn er op de Orkneyeilanden vele archeologische vondsten gedaan die betrekking hebben op de bronstijd en de ijzertijd, zoals de brochs en Earth Houses. Voorbeelden hiervan zijn de Broch of Gurness, gelegen op het noordelijk deel van Mainland, en het Grain Earth House in Kirkwall. Bewoners uit een latere periode zijn de Picten, die voor het eerst worden genoemd door de Romeinen in de 3e eeuw.

### Eerste vermelding
De eerste schriftelijke vermelding van Orkney als "Orkas" stamt van de Griek Pytheas, die in 325 v. Chr. rond Groot-Brittannië zeilde. Zijn werk Ta peri tu Ōkeanu is verloren gegaan, maar hij wordt geciteerd in overgeleverde werken zoals van Timaeus, de Geographika door Strabo, Naturalis historia door Plinius de Oudere en Bibliotheca historica door Diodoros van Sicilië.

### De middeleeuwen
Aanvallen van de Picten vonden plaats rond 580, 680 en 709. Orkney werd stukje bij beetje geïntegreerd in het Pictische Rijk en ten slotte ook gekerstend.
In de 8ste en 9de eeuw werden de eilanden gekoloniseerd door Vikingen. Zo werd Orkney door de kolonisatie het centrum van de Vikingbeschaving van Groot-Brittannië. De geschiedenis van Orkney staat opgetekend in de Orkneyinga Saga. De invloed van de Vikingen gaat zo ver dat tot in de 19de eeuw hier Norn werd gesproken in plaats van Gaelisch. Ook stammen vele plaatsnamen uit het Norn.

### Schotten aan de macht
Aan het einde van de middeleeuwen werd Orkney als bruidsschat aan Schotland gegeven. Deze periode wordt gekenmerkt door wanorde. In de 18de eeuw was er een bloeiperiode dankzij de productie van potas door verbranding van zeewier. Potas werd gebruikt als bestanddeel in de glasindustrie. Veel landhuizen dateren uit deze tijd.

### Huidige tijd
Op de eilanden is landbouw nu de belangrijkste inkomstenbron, en dan specifiek rundveehouderij en zuivelproductie. Daarnaast wordt er gedestilleerd (Highland Park-whisky) en is er toerisme. Er wordt ook olie ontgonnen in de Noordzee. Deze wordt via de Orkaden naar Europa gebracht. Van toenemend economisch belang is de productie en export van waterstof. Middels windmolens wordt op de altijd winderige eilanden op grote schaal elektriciteit opgewekt; de overcapaciteit wordt gebruikt voor de productie van waterstof.

### Scapa Flow
De Orkneyeilanden speelden een belangrijke rol in beide wereldoorlogen, omdat ze een natuurlijke haven en beschutte baai vormden voor de Britse vloot met de naam Scapa Flow. In 1939 is een Duitse U-boot Scapa Flow binnengedrongen en deze heeft het oude slagschip HMS Royal Oak tot zinken gebracht, waarbij 833 opvarenden omkwamen.

## Media
Orkney heeft twee lokale kranten, Orkney Today en The Orcadian, die beide elke donderdag verschijnen. Daarnaast heeft het lokale radiostation Radio Orkney, beheerd door BBC Radio Scotland, twee dagelijkse uitzendingen. In september 2005 werd de eerste commerciële radiolicentie van de eilanden toegekend aan The Superstation Orkney.